# 스티비 레이 본
스티비 레이 본(영어: Stevie Ray Vaughan, 1954년 10월 3일 ~ 1990년 8월 27일)은 미국의 블루스 록 밴드 더블 트러블의 기타리스트이자 프런트맨으로 가장 잘 알려진 미국의 음악가, 가수, 작곡가, 음반 프로듀서였다. 비록 그의 주류 가수 경력은 겨우 7년 밖에 되지 않았지만, 그는 블루스 음악 역사상 가장 상징적이고 영향력 있는 음악가들 중 한 명이자, 역대 최고의 기타리스트 중 한 명으로 여겨진다.
텍사스주 달라스에서 태어나 자란 본은 7살에 기타를 치기 시작했는데, 처음에는 형 지미 본에게서 영감을 받았다. 1972년, 그는 고등학교를 중퇴하고 오스틴으로 이사했고, 지역 클럽 서킷에서 공연을 한 후 추종자를 얻기 시작했다. 본은 1978년에 밴드 더블 트러블을 결성하여 오스틴 음악계의 일부로 설립했고, 이 곡은 곧 텍사스에서 가장 인기 있는 공연 중 하나가 되었다. 그는 1982년 몽트뢰 재즈 페스티벌에서 공연을 했는데, 그곳에서 데이비드 보위가 그가 연주하는 것을 보고 스튜디오 공연을 위해 연락을 취했고, 그 결과 스티비는 음반 《Let's Dance》(1983년)에서 블루스 기타를 연주하게 되었고, 그 후 음반에 주요 음반사인 에픽 레코드에 관심을 가진 존 해먼드에 의해 발견되었다. 몇 달 만에, 본은 비평가들에게 호평을 받은 데뷔 음반 《Texas Flood》에서 더블 트러블로 주류에서 성공을 거두었다. 일련의 성공적인 네트워크 텔레비전 출연과 광범위한 콘서트 투어로, 그는 1980년대의 블루스 부활의 선두 주자가 되었다. 그의 등 뒤에서 기타를 연주하거나 지미 헨드릭스처럼 이빨로 줄을 잡아당기면서, 그는 유럽에서 전례 없는 스타덤을 얻었고, 그 후 로버트 크레이, 제프 힐리, 로벤 포드, 월터 트라우트 등과 같은 기타리스트들에게 획기적인 발전을 이룩했다.

## 어린 시절
본의 조부 토머스 리 본은 로라 벨 라루와 결혼한 후 텍사스주 록월군로 이주하여 소작농으로 생계를 꾸렸다.
스티비의 아버지 지미 리 본은 1921년 9월 6일에 태어났다. 그는 짐 또는 빅 짐이라는 이름으로도 알려져 있으며, 16세 때 학교를 중퇴하고 제2차 세계 대전 중 미 해군에 입대하였다. 군 제대 후, 1950년 1월 13일, 마사 진 (1928년~2009년)과 결혼하였다. 부부는 1951년에 아들 지미를 낳았으며, 1954년 10월 3일에는 둘째 아들 스티비를 댈러스의 메서디스트 병원에서 출산하였다. 빅 짐은 석면 작업자로 일자리를 얻었고, 가족은 아칸소주, 루이지애나주, 미시시피주, 오클라호마주 등 여러 주로 이주하며 자주 이사를 다녔다. 이후 최종적으로 텍사스주 댈러스의 오크클리프 지역에 정착하였다. 본은 내성적이고 불안이 많은 소년이었으며, 유년 시절의 경험에 깊은 영향을 받았다. 그의 아버지는 알코올 중독으로 고통받았고, 거친 성격으로 가족과 주변 사람들을 자주 공포에 몰아넣었다. 본은 훗날 자신이 아버지의 폭력의 희생자였다고 회상하였다. 아버지 빅 짐은 1986년 8월 27일에 사망하였는데, 이는 본 본인이 세상을 떠난 정확히 4년 전이었다.

## 더블 트러블
스티비 레이 본은 더블 트러블이라는 블루스 트리오를 이끌고 있었는데, 10대 시절부터 한솥밥을 먹던 고향 댈러스의 친구들과 만든 팀이다.
더블 트러블의 데뷔 앨범 《Texas Flood》(1983년)는 다행히 성공을 거둔다. 특히 경쾌한 셔플 리듬이 돋보였던 싱글 〈Pride And Joy〉가 빅 히트했다.
더블 트러블의 전성기는 이어져 1989년에 발표한 《In Step》 앨범은 그래미상을 수상했으며, 국내 팬들에게 가장 사랑받았던 곡 〈Tin Pan Alley〉가 수록된 《Couldn't Stand the Weather》 앨범도 명반이다.

## 사망
1990년 8월 27일 월요일 오전 12시 50분(CDT), 스티비 레이 본은 위스콘신주 이스트트로이에 위치한 알파인 밸리 리조트의 알파인 밸리 뮤직 시어터에서 에릭 클랩튼 투어 팀과 함께 올스타 앙코르 잼 세션을 가졌다. 공연 후 본은 에릭 클랩튼 측 관계자들과 함께 시카고 미드웨이 국제공항으로 향하는 벨 206B 헬리콥터에 탑승했다. 해당 공연장은 팬들로 인해 혼잡한 단일 도로만 존재하기 때문에, 헬리콥터는 아티스트들이 통상적으로 입출입에 사용하는 수단이었다. 그러나 이 헬리콥터는 이륙 직후 인근 스키 언덕에 충돌하며 추락했다. 이 사고로 본을 비롯해 탑승자 전원인 조종사 제프 브라운, 에이전트 바비 브룩스, 보디가드 나이절 브라운, 투어 매니저 콜린 스미스가 사망했다. 헬리콥터는 시카고에 본사를 둔 오미플라이트 헬리콥터스 소유였다. 엘크혼 검시관의 조사 결과, 다섯 명 모두 충돌 순간 즉사한 것으로 판명되었다.

## 음반 목록

### 정규 음반
- 1983년 Texas Flood
- 1984년 Couldn't Stand the Weather
- 1985년 Soul to Soul
- 1989년 In Step
- 1990년 Family Style
- 1991년 The Sky Is Crying

### 라이브 음반
- 1986년 Live Alive
- 1992년 In The Beginning
- 1997년 Live At Carnegie Hall
- 1999년 In Session (with 알버트 킹)
- 2001년 Live At Montreux 1982 And 1985
- 2006년 Live In Tokyo
- 2012년 The Fire Meets The Fury